# Dōshi
Dōshi (道志村?) è un villaggio giapponese della prefettura di Yamanashi.